# Slave to the Rhythm (альбом)
Slave to the Rhythm — седьмой студийный альбом американской певицы Грейс Джонс, выпущенный 28 октября 1985 года на лейбле Island Records. Это концептуальный альбом, в комментариях к альбому он назван автобиографией. Продюсированием занимался Тревор Хорн. Альбом стал одним из самых коммерчески успешных альбомов Джонс, также на нём содержится её самый большой хит — «Slave to the Rhythm».

## Список композиций
Слова и музыка всех песен — Брюс Вули, Тревор Хорн, Стивен Липсон и Сэм Дарлоу.
| №  | Название                    | Длительность |
| -- | --------------------------- | ------------ |
| 1. | «Jones the Rhythm»          | 6:26         |
| 2. | «The Fashion Show»          | 6:26         |
| 3. | «The Frog and the Princess» | 7:04         |
| 4. | «Operattack»                | 2:45         |

| №  | Название                                 | Длительность |
| -- | ---------------------------------------- | ------------ |
| 5. | «Slave to the Rhythm»                    | 6:35         |
| 6. | «The Crossing (oohh the action…)»        | 4:58         |
| 7. | «Don’t Cry — It’s Only the Rhythm»       | 2:53         |
| 8. | «Ladies and Gentlemen: Miss Grace Jones» | 5:56         |

## Участники записи
- Грейс Джонс — ведущий вокал

Музыканты:
- Стивен Липсон[англ.] — гитара, бас, клавишные, синклавир
- Питер Бэнкс — гитара (в титрах не указан)
- Дэвид Гилмор — гитарные семплы[8]
- Эндрю Ричардс[англ.] — гитара, клавишные, бэк-вокал
- Брюс Вулли[англ.] — гитара, бас, клавишные, бэк-вокал
- Джей Джей Белль[англ.] — гитара, перкуссия, бас, вокал, хай-хэт
- Гэри Моган — клавишные
- Ник Мердок — клавишные
- Джон Синклер — клавишные
- Уоллмен — клавишные

| - Гай Баркер — труба - Пит Бичилл — тромбон, труба - Дэйв Бишоп — тенор-саксофон - Стюарт Брук — труба - Энди Макинтош — тенор-саксофон - Андра Фэй Макинтош — баритон-саксофон - Джефф Перкинс — тромбон - Джон Пинеги — валторна - Стэн Сульцман — альт- и тенор-саксофон - Джейми Талбот — альт-саксофон - Фил Тодд — альт-саксофон - Тесса Найлз — арфа, бэк-вокал - Дэвид Снелл — арфа, валторна - Луиш Жардим — перкуссия, бас-гитара - Реджинальд «Литтл Битс» Дотри — перкуссия - Энди Ричардс — ударные, клавишные - Фрэнк Рикотти — перкуссия, аранжировки | Музыканты: - Джон Тиркел — перкуссия, труба - «Шорти» Тим Гловер — перкуссия - Уильям «Джу Джу» Хаус — ударные - Ambrosian Singers — бэк-вокал, хоровое исполнение, хорус-эффект - Джон Маккарти — дирижёр хора, хорус-эффект - Гленн Грегори — бэк-вокал - Иэн Макшейн — дикторский голос - Пол Морли — интервью - Пол Кук — весёлое интервью Технический персонал: - Тревор Хорн — музыкальный продюсер - Стивен Липсон — проектирование, ассоциированный продюсер - Ричард Найлз — аранжировки - Барри Вудворд — мастеринг-инженер - Жан-Поль Гуд — художественное оформление |

## Позиции в хит-парадах
| Чарт (1985–1986)                       | Пиковая позиция |
| -------------------------------------- | --------------- |
| Австралия (Kent Music Report)          | 34              |
| Австрия (Ö3 Austria)                   | 7               |
| Великобритания (UK Albums Chart)       | 12              |
| Германия (Media Control)               | 10              |
| Италия (Classifica album)              | 15              |
| Канада (RPM)                           | 75              |
| Нидерланды (Album Top 100)             | 8               |
| Новая Зеландия (RMNZ)                  | 11              |
| Норвегия (VG-lista)                    | 13              |
| США (Billboard 200)                    | 73              |
| США (Billboard Top R&B/Hip-Hop Albums) | 25              |
| Финляндия (Suomen virallinen lista)    | 31              |
| Швейцария (Schweizer Hitparade)        | 9               |
| Швеция (Sverigetopplistan)             | 23              |